# Ägyptisches Museum (Kairo)
Das Ägyptische Museum (arabisch المتحف المصري) in Kairo ist das bisher größte Museum für altägyptische Kunst. Es enthält Objekte aus verschiedenen Epochen der altägyptischen Kultur und Geschichte: Frühgeschichte, Thinitenzeit, Altes Reich, Mittleres Reich, Neues Reich, Dritte Zwischenzeit und Spätzeit sowie Griechisch-Römische Zeit.
Das Gebäude steht am Al-Tahrir-Platz in der Innenstadt von Kairo und wurde 1900 nach Plänen des französischen Architekten Marcel Dourgnon im neoklassischen Stil erbaut. Die Eröffnung fand 1902 statt. Träger des Museums ist die heutige Behörde Supreme Council of Antiquities, ehemals Antikendienst der Arabischen Republik Ägypten.

## Entstehung der Ägyptischen Sammlung in Kairo

### Regierung beschließt Maßnahmen gegen Grab- und Tempelplünderungen

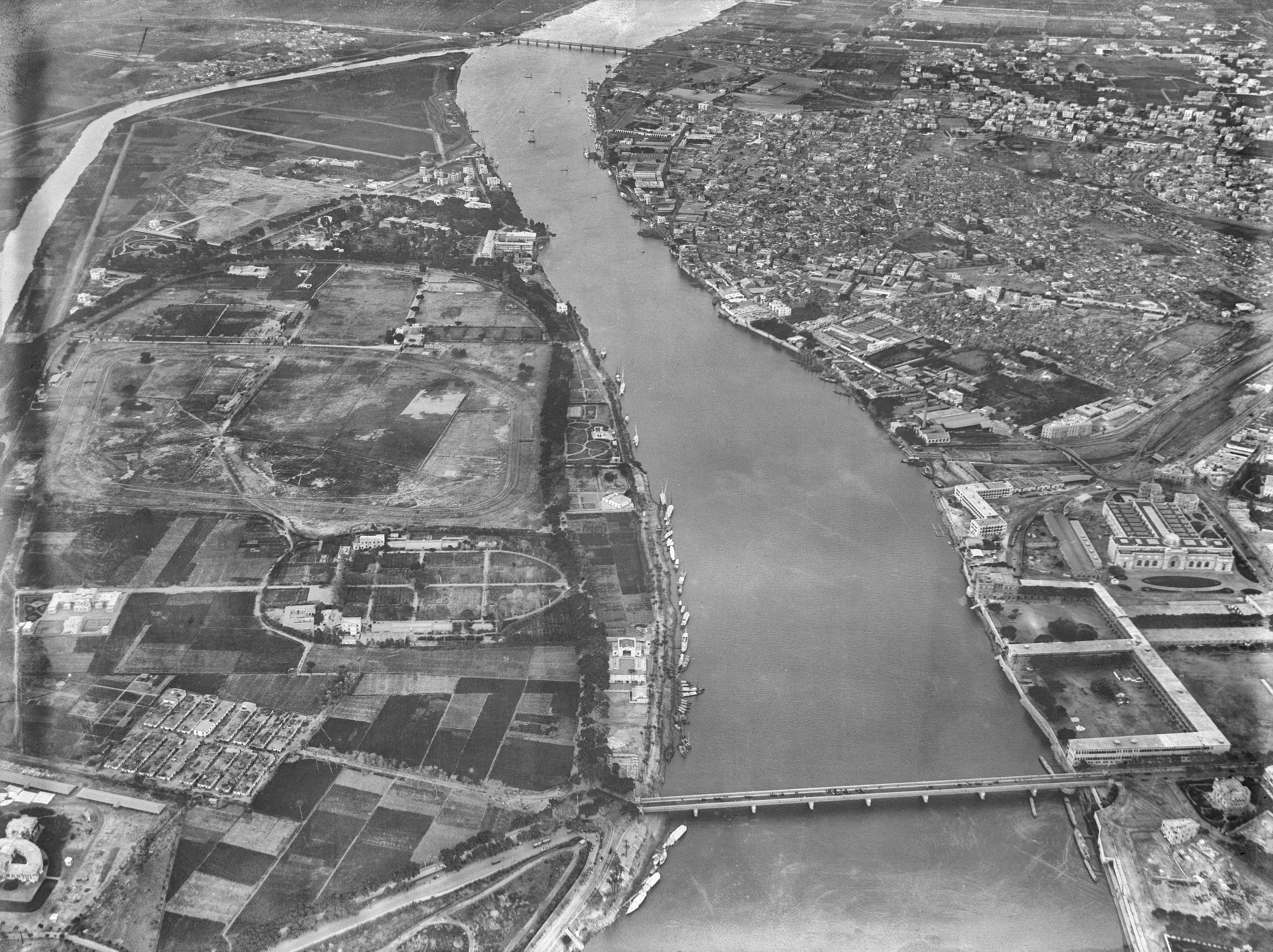
Museumsgebäude in einer Ballonaufnahme von Eduard Spelterini 1904 (am rechten Bildrand)

Die ägyptische Regierung gründete 1835 den Service des Antiquités de l’Egypte, um die weitere Plünderung archäologischer Schätze sowohl durch einheimische wie auch fremde Schatzsucher zu verhindern. „So entstand die erste, von der ägyptischen Regierung zusammengetragene Sammlung ägyptischer Kunstwerke.“
Die Sammlung fand zuerst ihren Platz in einem kleinen Gebäude im Esbekieh-Garten in Kairo und wurde später in die Saladin Festung überführt. 1858 eröffnete Auguste Mariette ein neues Museumsgebäude in Bulaq. Als im Jahr 1878 nach einer Überschwemmung des Museums in Bulaq viele Objekte fortgeschwemmt oder gestohlen worden waren, setzte sich Mariette besonders dafür ein, ein großes Museum für ägyptische Monumente zu errichten. Bevor der Khedive Ismail Pascha 1879 Ägypten verließ, ließ er die verbliebenen Sammlungen aus dem Bulaq-Museum in einen Anbau des Giza Palastes bringen, wo sie bis zur Eröffnung des Ägyptischen Museums im Jahr 1902 verblieben. Die Grundsteinlegung zum neuen Museumskomplex im Stadtteil Midan al-Tahrir (Altstadt) erfolgte am 1. April 1897 in Gegenwart des Khediven Abbas Hilmi II. und dem Leiter des Service des Antiquités de l'Égypte, Gaston Maspero, der auch die Bauarbeiten mit überwachte. Die Bauzeit betrug vier Jahre und acht Monate und der Bau mit 15.000 m² Grundfläche kostete L. E. 240.000. Von Anfang März bis Mitte Juli 1902 wurden die Artefakte von Gizeh über den Nil nach Kairo gebracht. Am 15. November 1902 eröffnete Abbas Hilmi II das Ägyptische Museum.
Die Inschrift über dem Haupteingang ist lateinisch und lautet:
- MONUMENTA PRIORIS AEVI HIS SEDIBUS COLLOCAVIT -
- ANNO DOMINI MCM – ABBAS HILMI PRINCEPS – ANNO HEGIRAE MCCCXVII -
Deutsche Übersetzung:
- Denkmäler eines früheren Zeitalters führte an diesem Ort zusammen -
– Im Jahre des Herrn 1900 – der Khedive Abbas Hilmi – Im Jahre der Hidschra 1317 -

### Sammlungen des Museums – Überblick

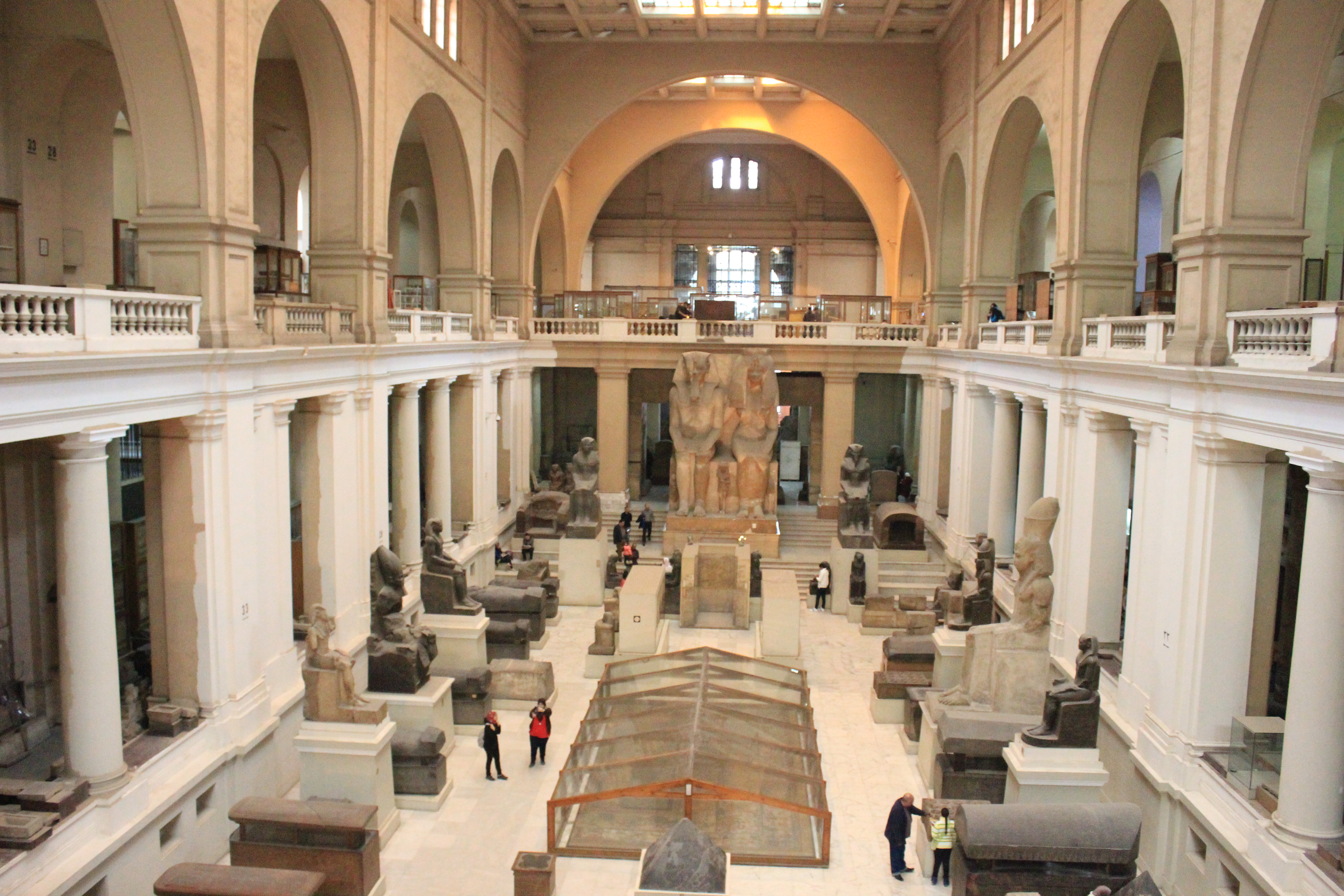
Erdgeschoss des Museums mit Blick auf die Doppelsitzstatue von Amenophis III. und Teje

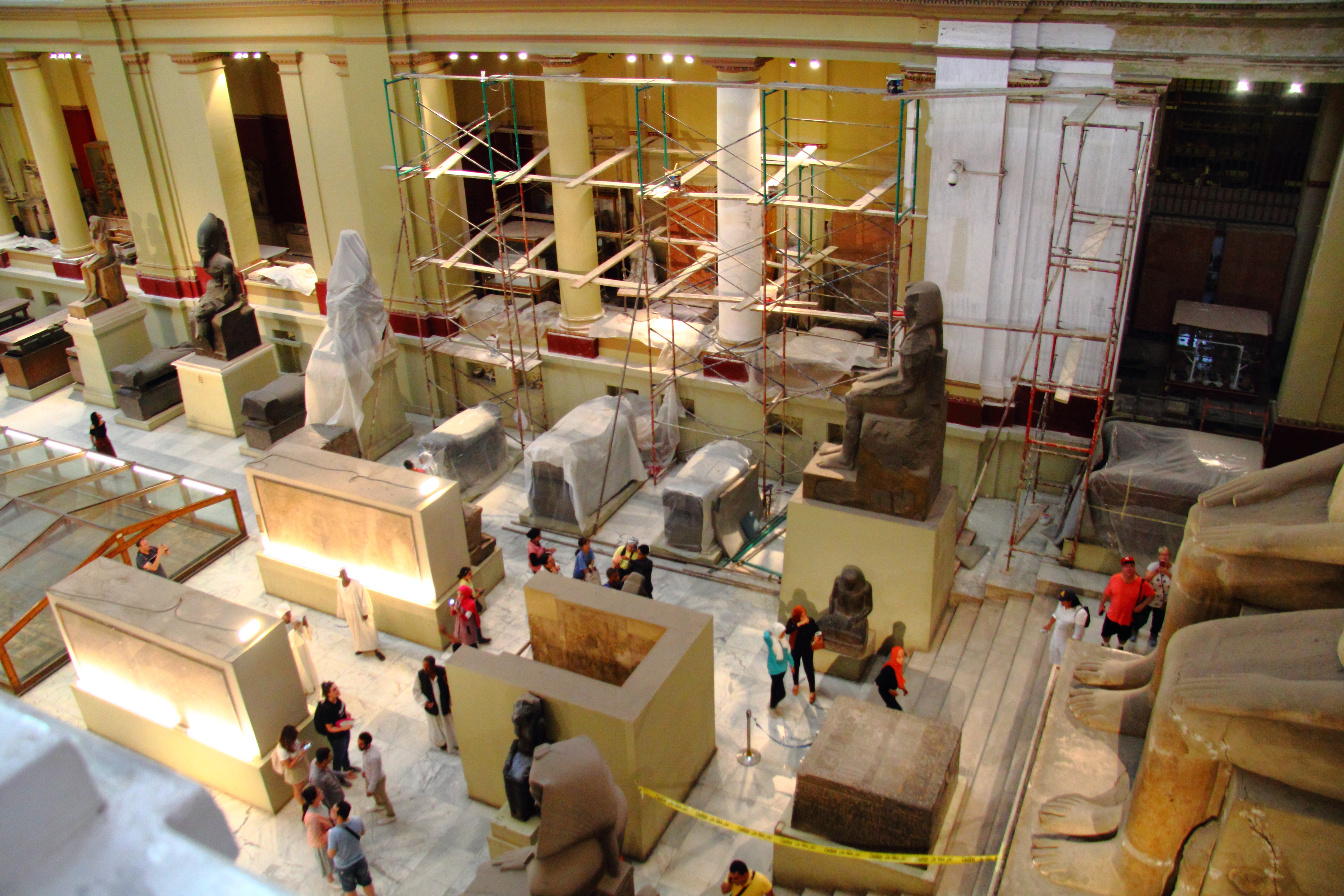
Blick vom Obergeschoss in das Erdgeschoss auf die Vorbereitungen zum Umzug der Kolossalstatuen in das Grand Egyptian Museum nach Gizeh

Nach der Eröffnung 1902 waren im Ägyptischen Museum ca. 50.000 Ausstellungsstücke zu sehen. Mit mehr als 150.000 Artefakten beherbergt es heute die größte Sammlung altägyptischer Kunst weltweit. Die Ausstellung erstreckt sich über zwei Stockwerke mit über 100 Sälen. Im Erdgeschoss sind die Objekte nach den Epochen chronologisch geordnet, das heißt von der Prädynastik bis hin zur Griechisch-römischen Zeit sowie Funde aus nubischen Gräbern. Einen Sonderbereich innerhalb des Ausstellungsbereichs zum Neuen Reich nimmt die sogenannte Amarna-Gallery ein. Im 1. Obergeschoss befinden sich die Objekte, die ungestört oder nahezu ungestört aufgefunden wurden, also als geschlossener Fundkomplex präsentiert werden. Hier sind Fundstücke aus dem Grabschatz des Tutanchamun, Modell-Boote, Königsmumien, die Grabbeigaben von Juja und Tuja, die Mumienportraits aus dem Fayyum sowie Ostraka und Papyri ausgestellt.

### Ausstellungsbereiche des Museums
Sortierung der Gruppierungen nach den Fundzeiten der Objektgruppen:
- Schmuck der Königin Ahhotep I., vermutlich Gattin des Seqenenre und Mutter von Ahmose, vielleicht auch von Kamose
- Die Mumie des Pharao Psusennes I. aus der 21. Dynastie und das komplette Bestattungsensemble des Beamten Juja und seiner Frau Tuja aus dem Grab KV46 aus der 18. Dynastie.
- Grabausstattung aus dem Grab des Sennedjem und seiner Familie (TT1 in Deir el-Medina)
- Mumien und Särge von Amunpriestern
- Beigaben aus Königsgräbern und Gräbern der königlichen Familien des Mittleren Reiches
- Artefakte aus königlichen Gräbern und deren Angehörigen, zu denen Objekte aus den Gräbern Thutmosis III., Thutmosis IV., Amenophis III. und Haremhabs gehören
- Beigaben aus dem Grab (KV46) von Juja und Tuja
- Am bekanntesten sind allerdings die Funde aus dem Grab Tutanchamuns (KV62), die aus mehr als 5.300 Einzelstücken bestehen und von denen ca. 1.700 im Museum ausgestellt sind; die restlichen befinden sich in den Magazinen von Kairo und Luxor. Das berühmteste Ausstellungsstück ist Inventar-Nr. JE 60672: die goldene Totenmaske Tutanchamuns.
- Gegenstände aus dem Grab der Königin Hetepheres I., der Mutter des Cheops
- Objekte aus der Amarna-Zeit, die für Echnaton und seine Familie und hohe Beamte angefertigt wurden
- Funde aus der 21. und 22. Dynastie aus Tanis, darunter die Goldmaske von Pharao Psusennes I., die zu den schönsten Funden aus Tanis zählt
- Gegenstände, die bei ägyptischen und ausländischen Grabungen in Gizeh, Sakkara, Helwan, Abu Billu, Athribis, Bubastis, Heliopolis, Assuan, Nubien und der östlichen und westlichen Wüste des Sinai gefunden worden waren[1]

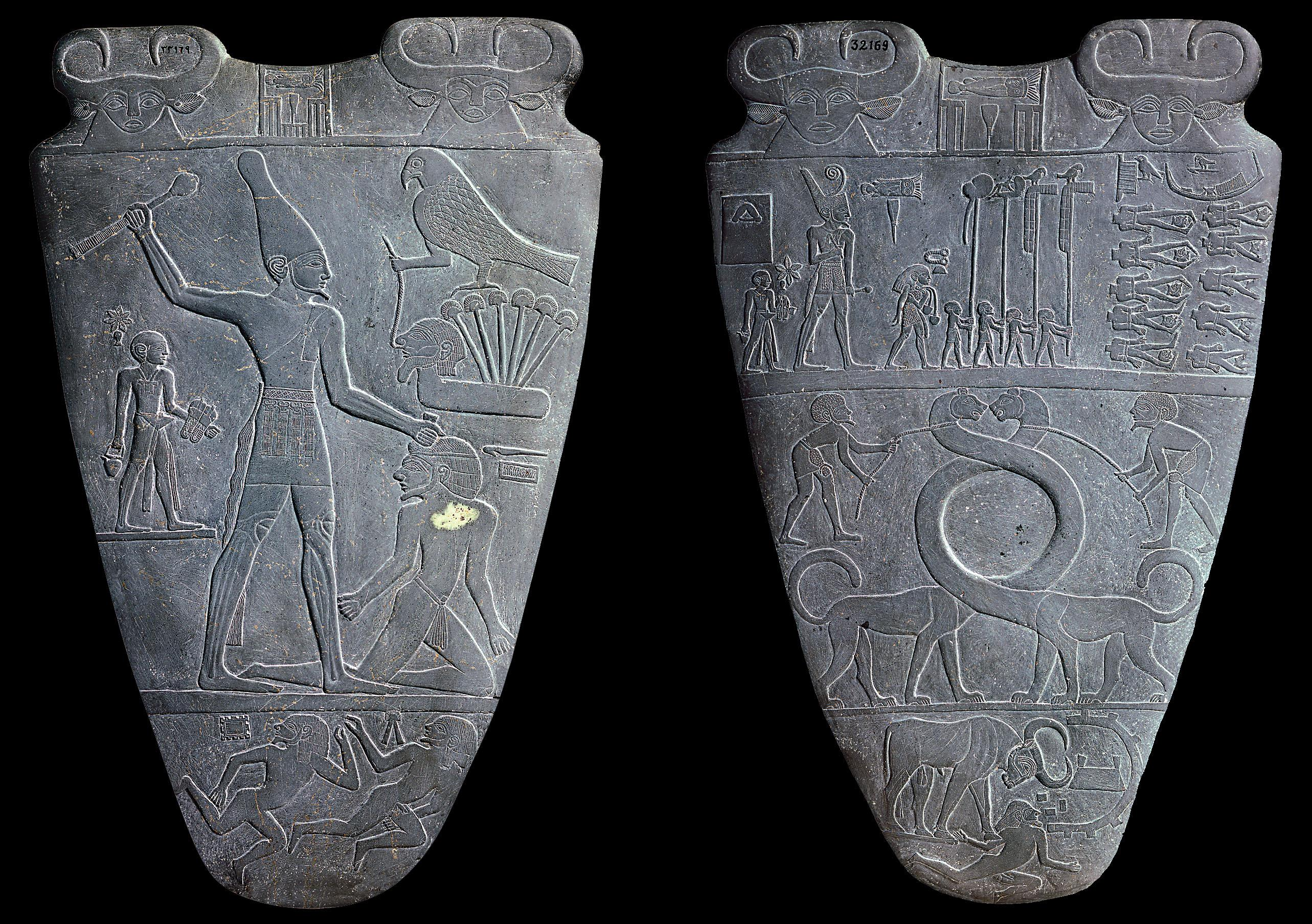
0./1. Dynastie, Frühdynastik: Narmer-Palette (JE 32169)
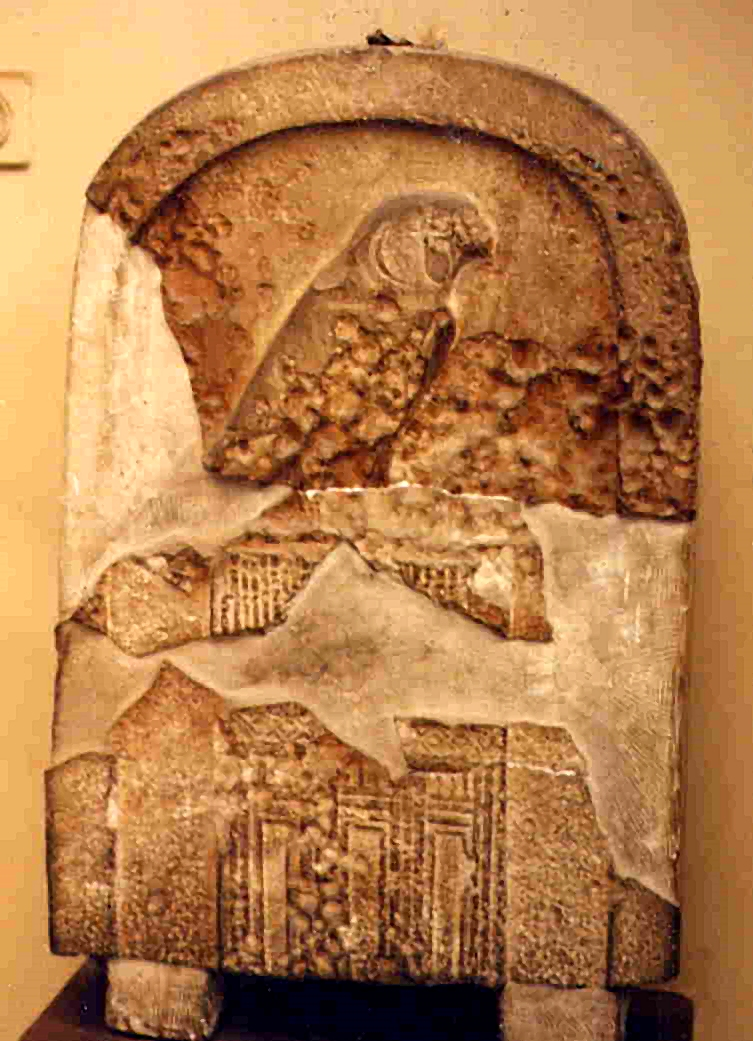
1. Dynastie: Grabstele des Djer
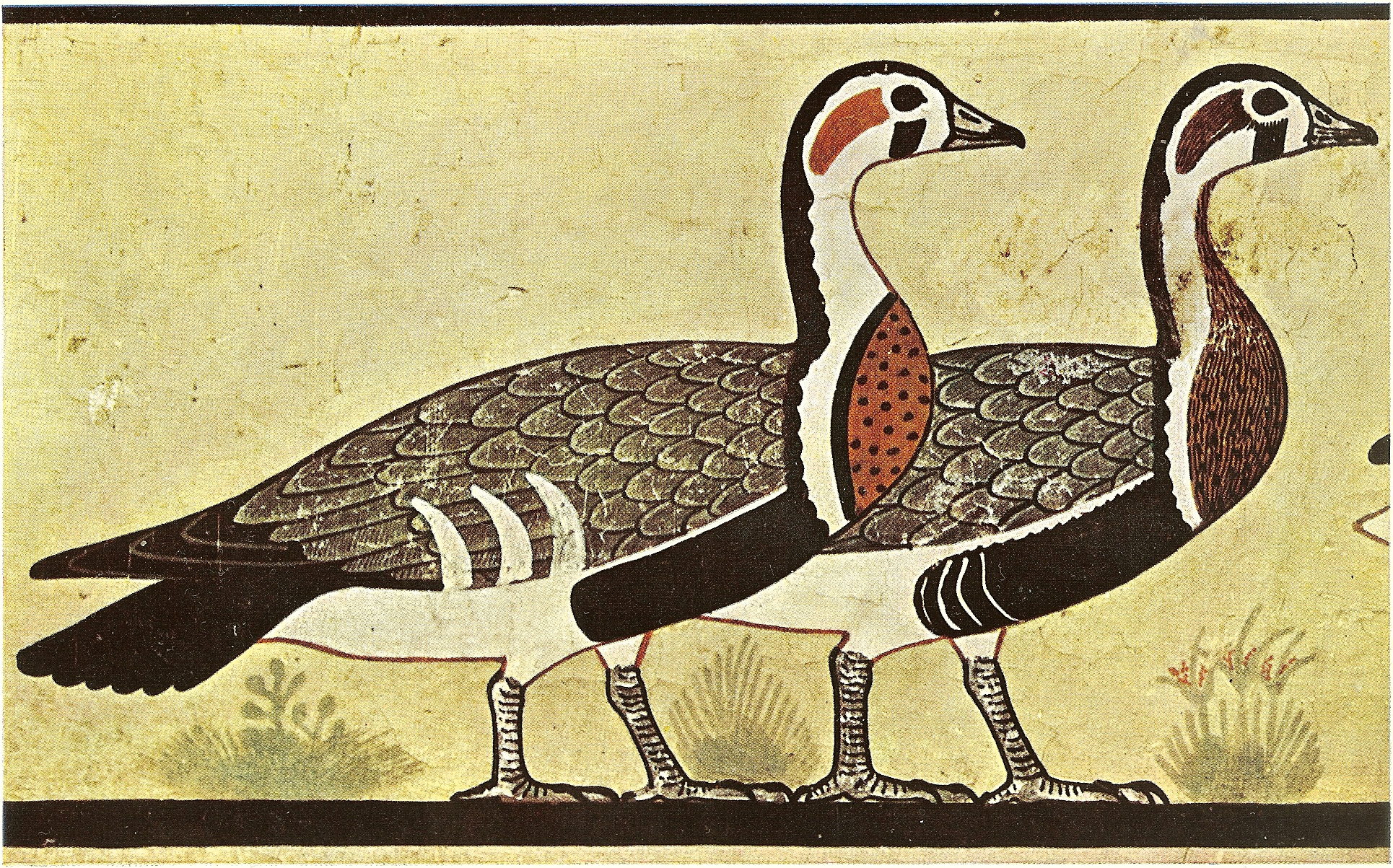
4. Dynastie, Altes Reich: Detail Gänsefries von Meidum (JE 34571 = CG 1742)
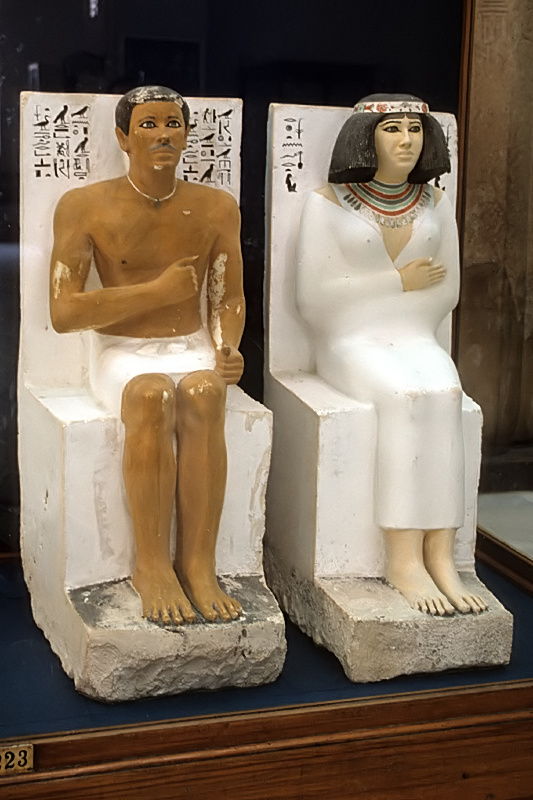
4. Dynastie, Altes Reich: Sitzstatuen des Rahotep (CG 3) und der Nofret (CG4)
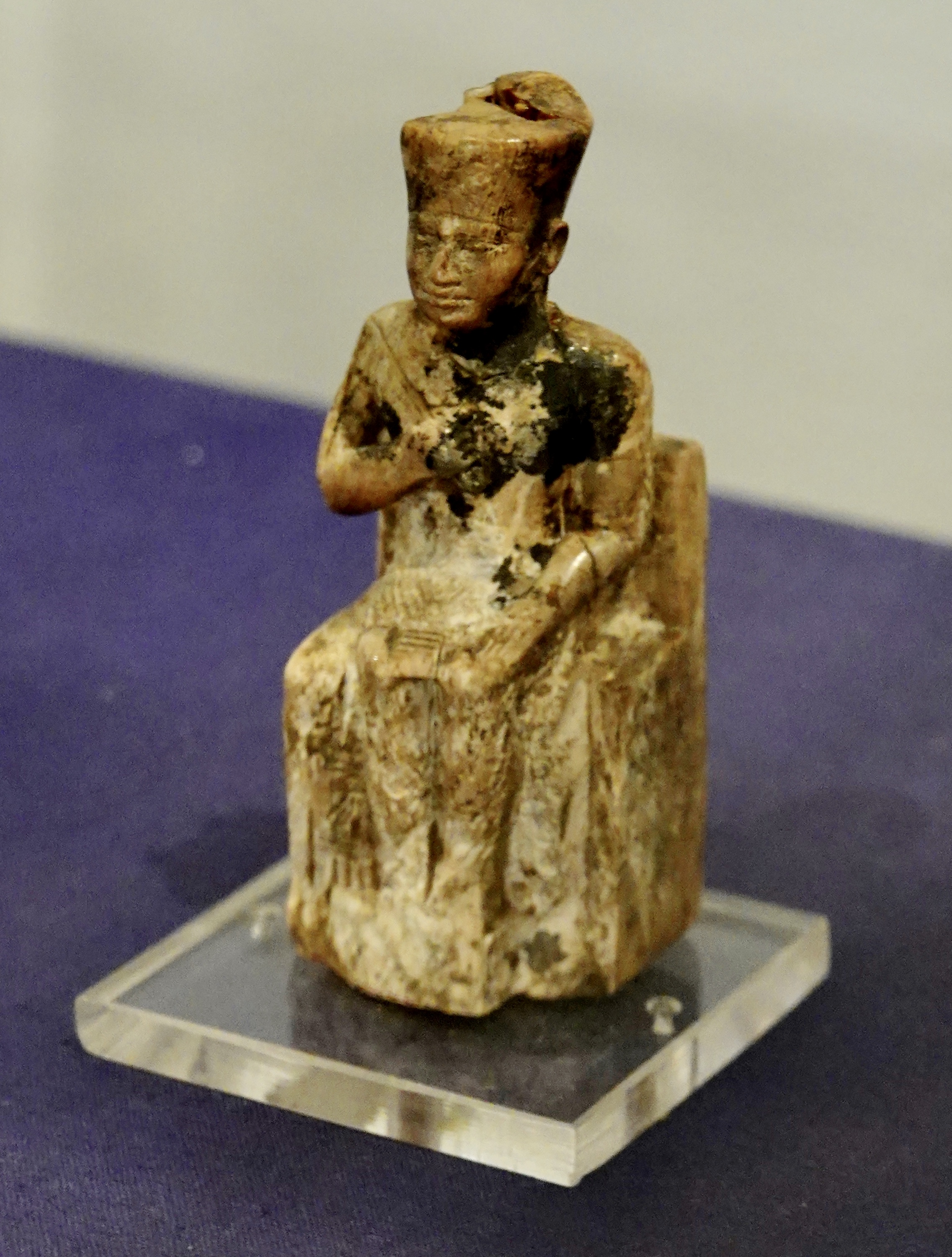
4. Dynastie, Altes Reich: Statuette des Cheops (JE 36143)
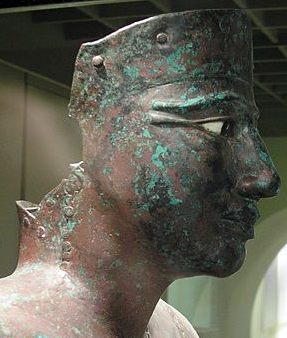
6. Dynastie, Altes Reich: Kupferstatue Pepi I. nach der Restauration (JE 33034)
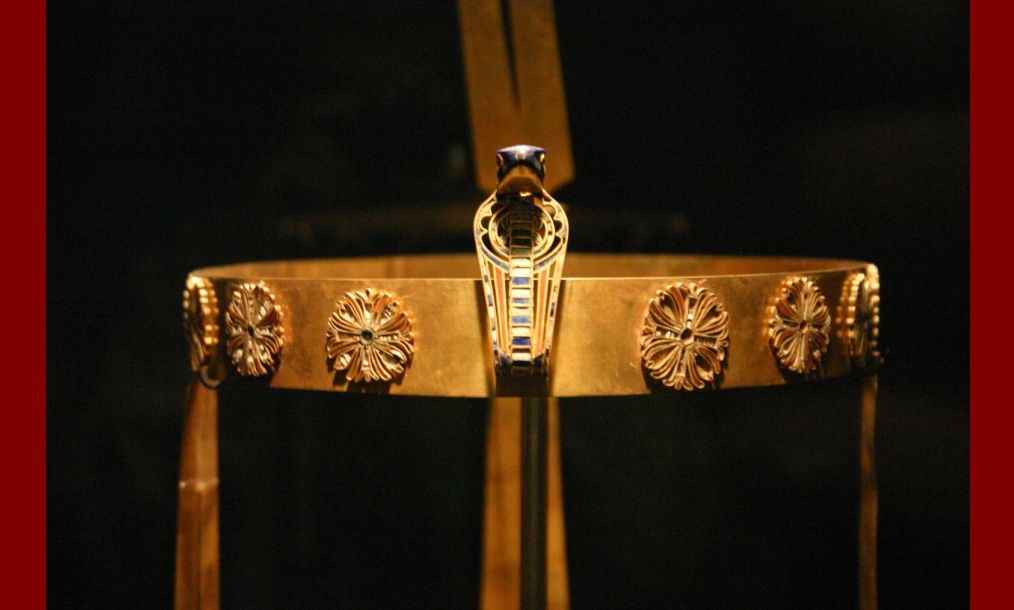
12. Dynastie, Mittleres Reich: Diadem der Sithathoriunet (JE 44919)
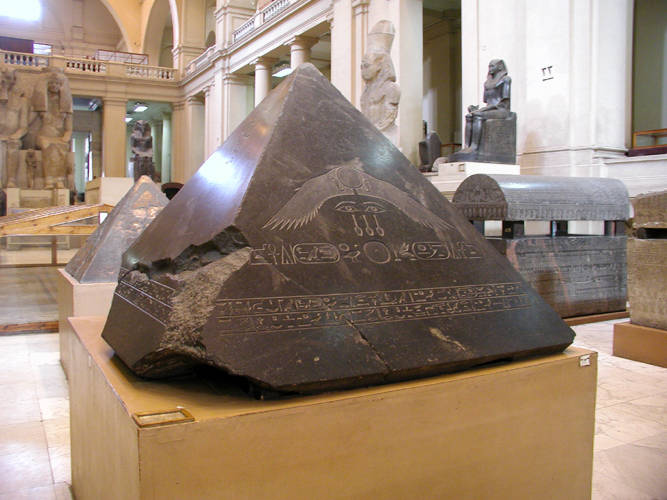
Pyramidion, Amenemhet III. (12. Dynastie, Mittleres Reich)
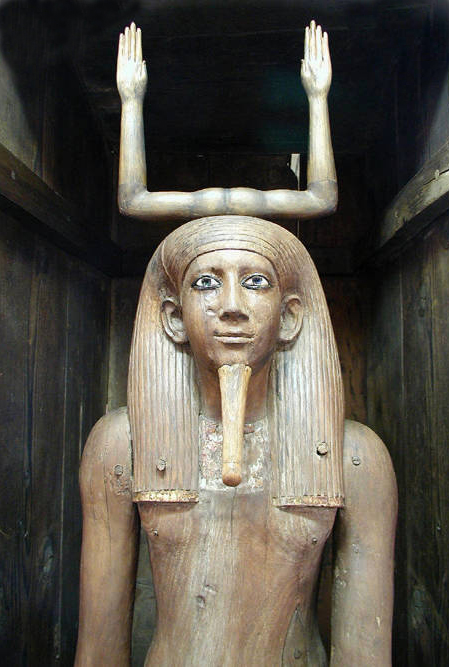
13. Dynastie, Zweite Zwischenzeit: Holzstatue Hor I. (JE 30948 = CG 259)
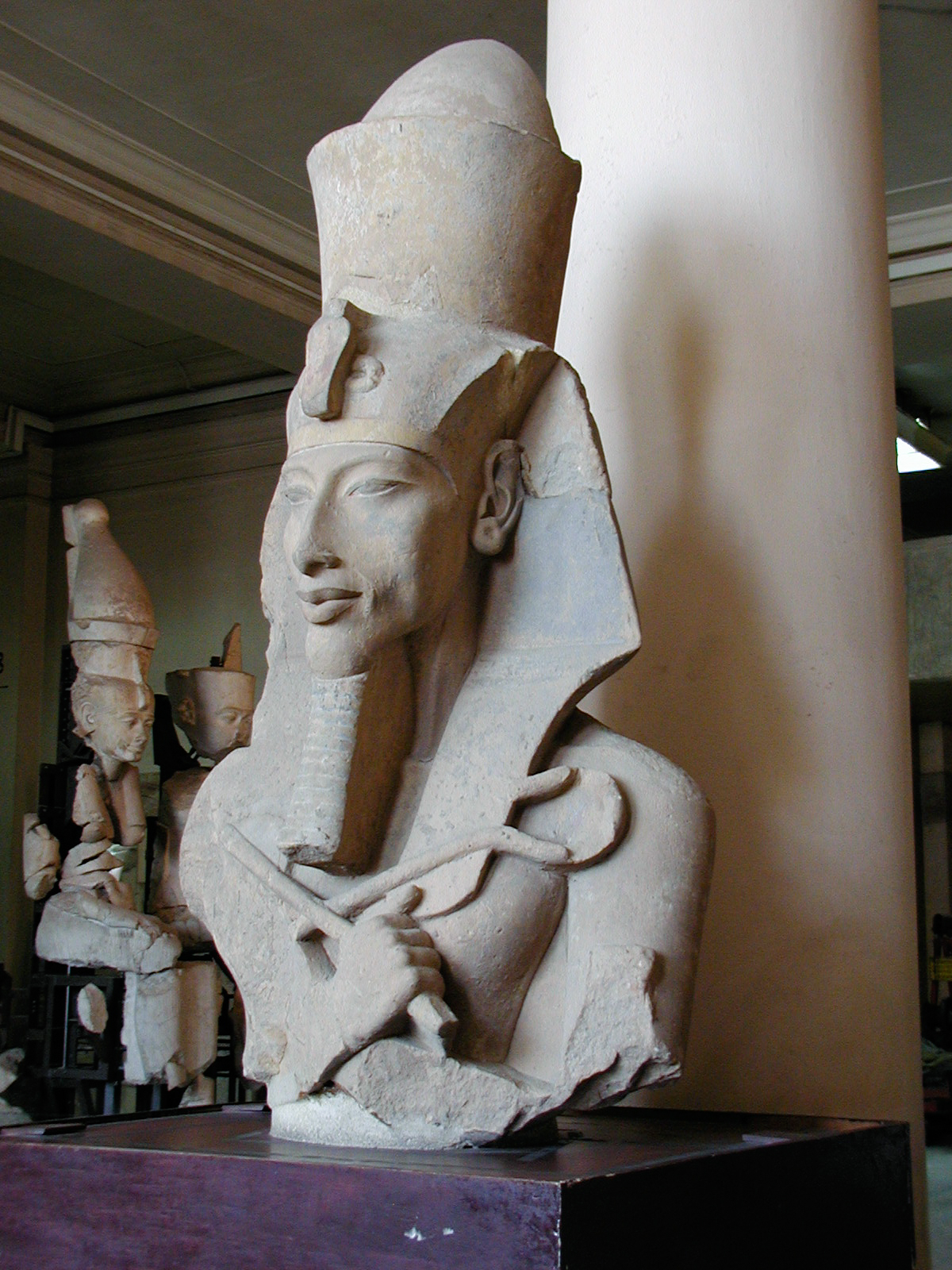
18. Dynastie, Neues Reich: Teil einer Kolossalstatue des Echnaton
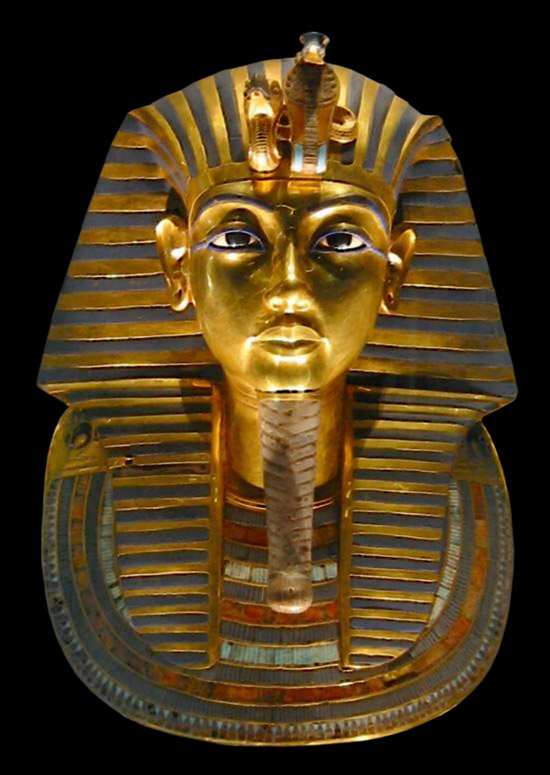
18. Dynastie, Neues Reich: Goldene Totenmaske des Tutanchamun (JE 60672)
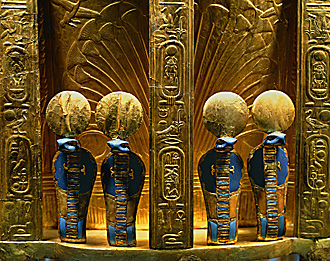
18. Dynastie, Neues Reich: Rückansicht Thron des Tutanchamun (JE 62028)
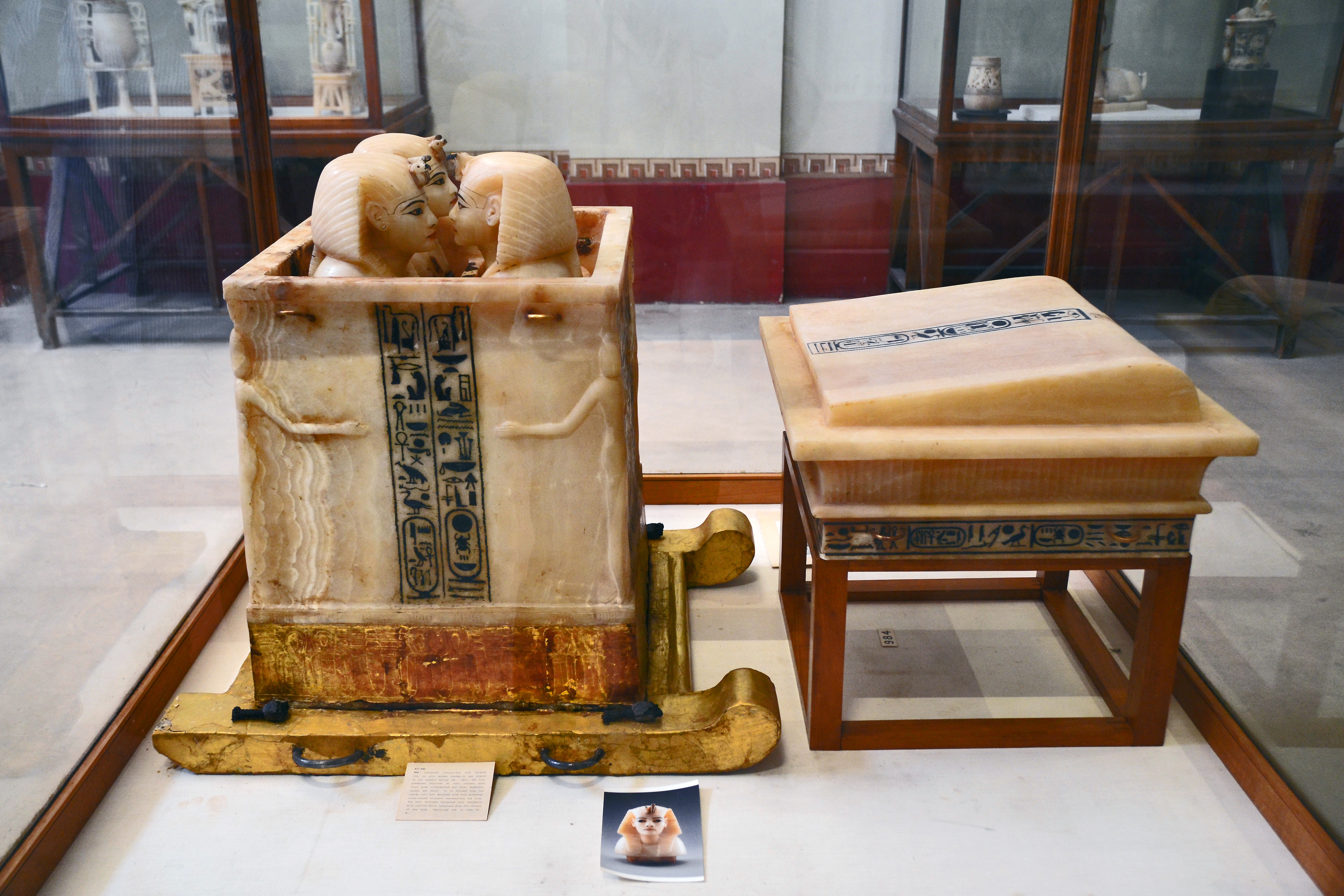
18. Dynastie, Neues Reich: Kanopenkasten des Tutanchamun auf einem Schlitten (JE 60687)
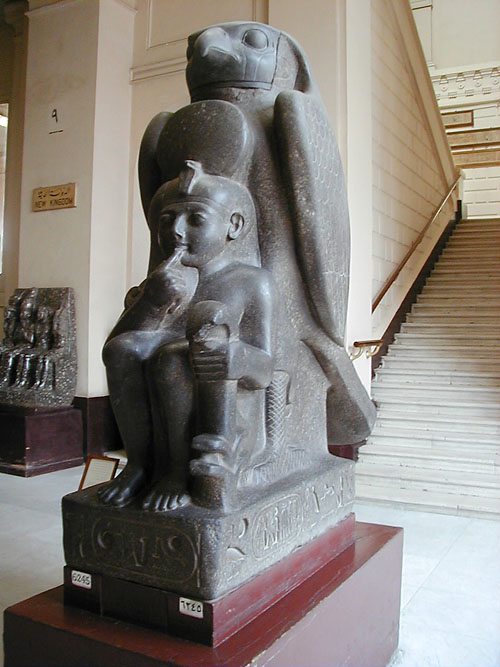
19. Dynastie, Neues Reich: Ramses II. als Kind und der falkengestaltige Gott Horon (JE 64735)
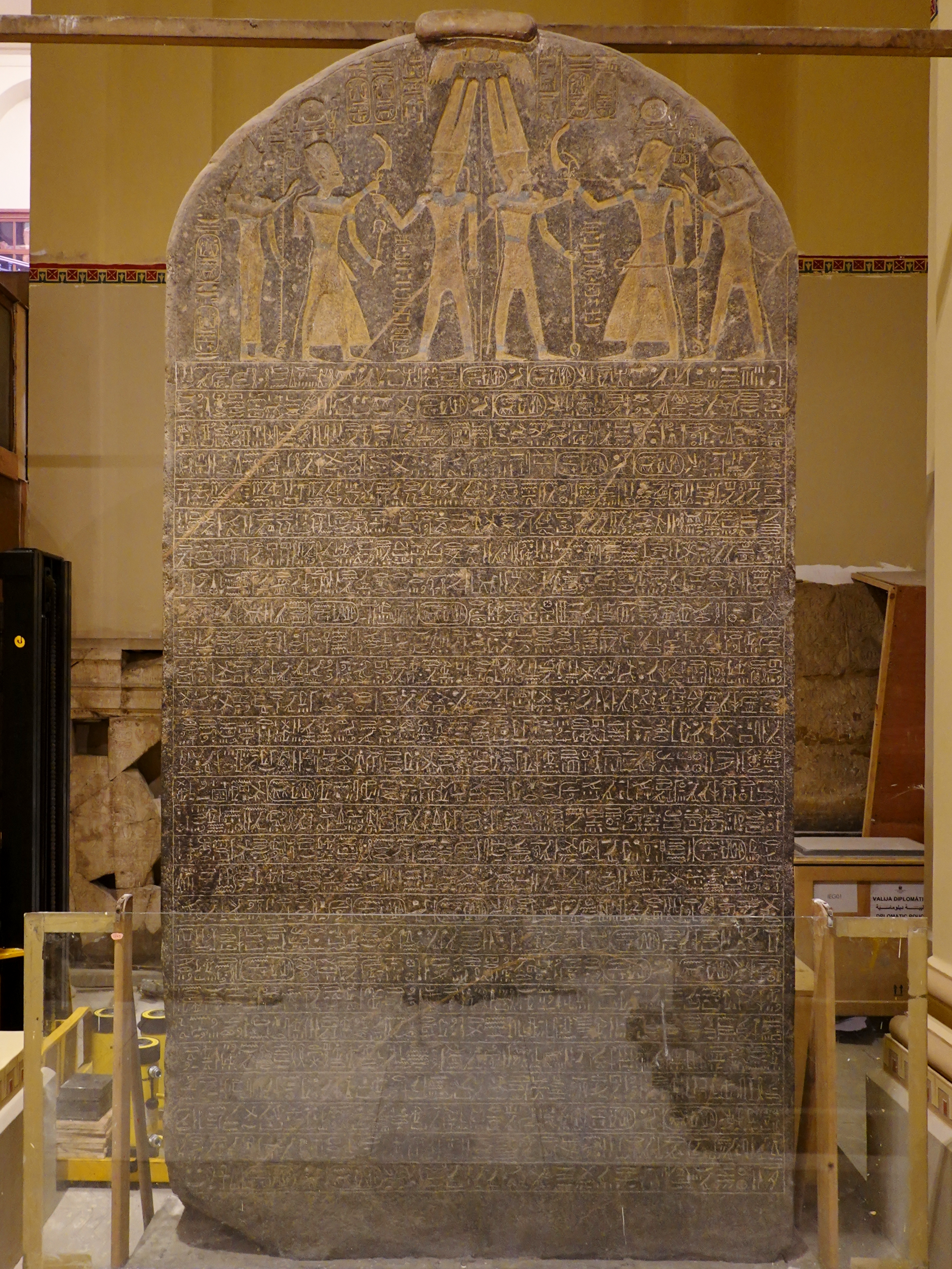
19. Dynastie, Neues Reich: Merenptah-Stele („Israel-Stele“), (JE 31408 =CG 34025)
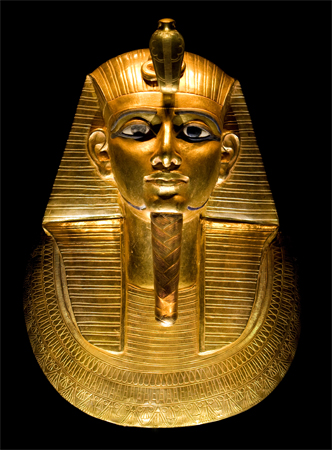
21. Dynastie, Dritte Zwischenzeit: Totenmaske Psusennes I. (JE 85913)
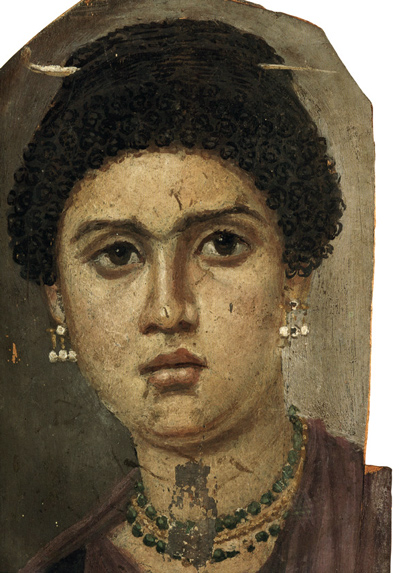
Mumienportrait
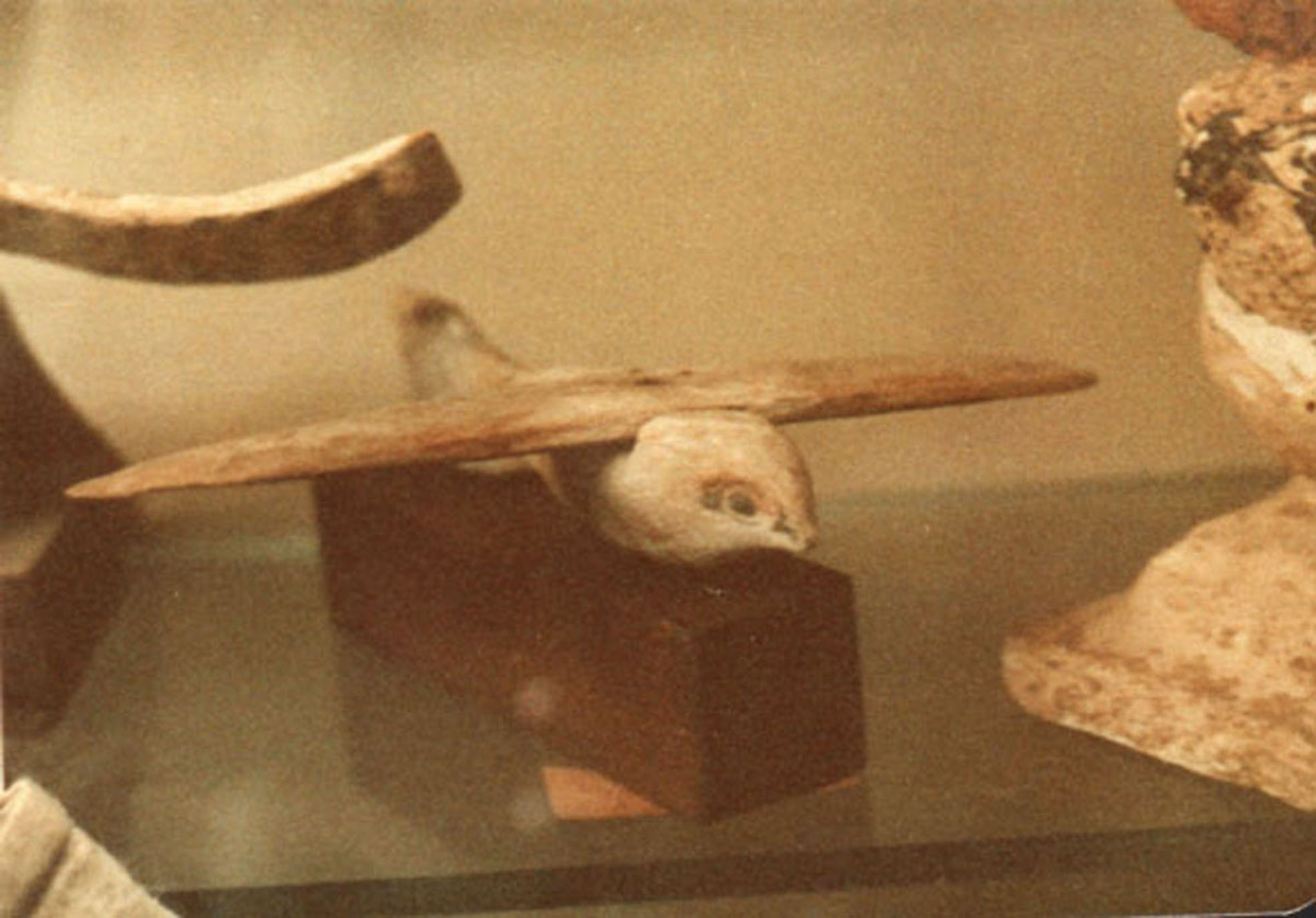
Taube von Sakkara
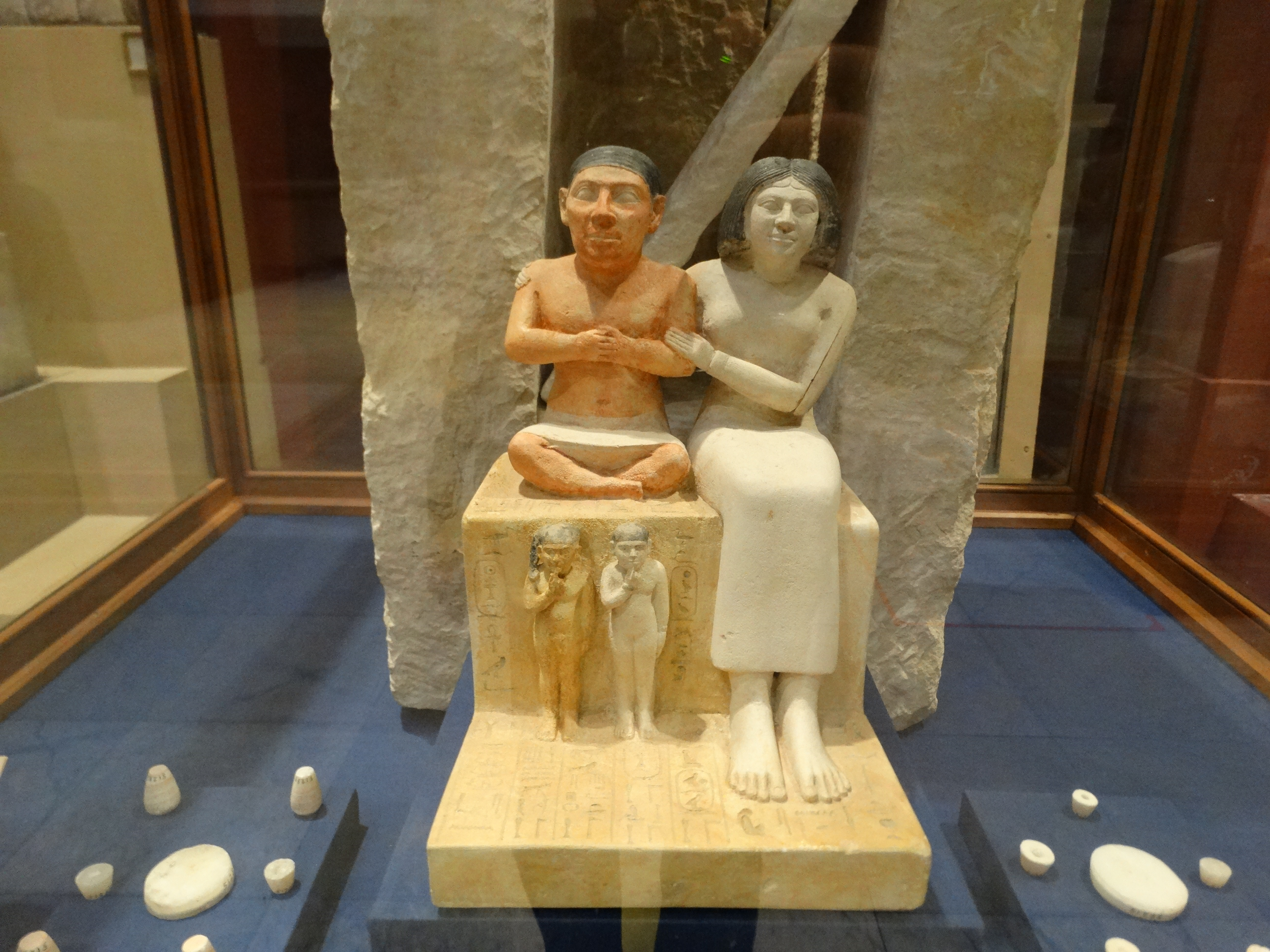
Zwerg Seneb mit seiner Frau (2400–2500 v. Chr.)
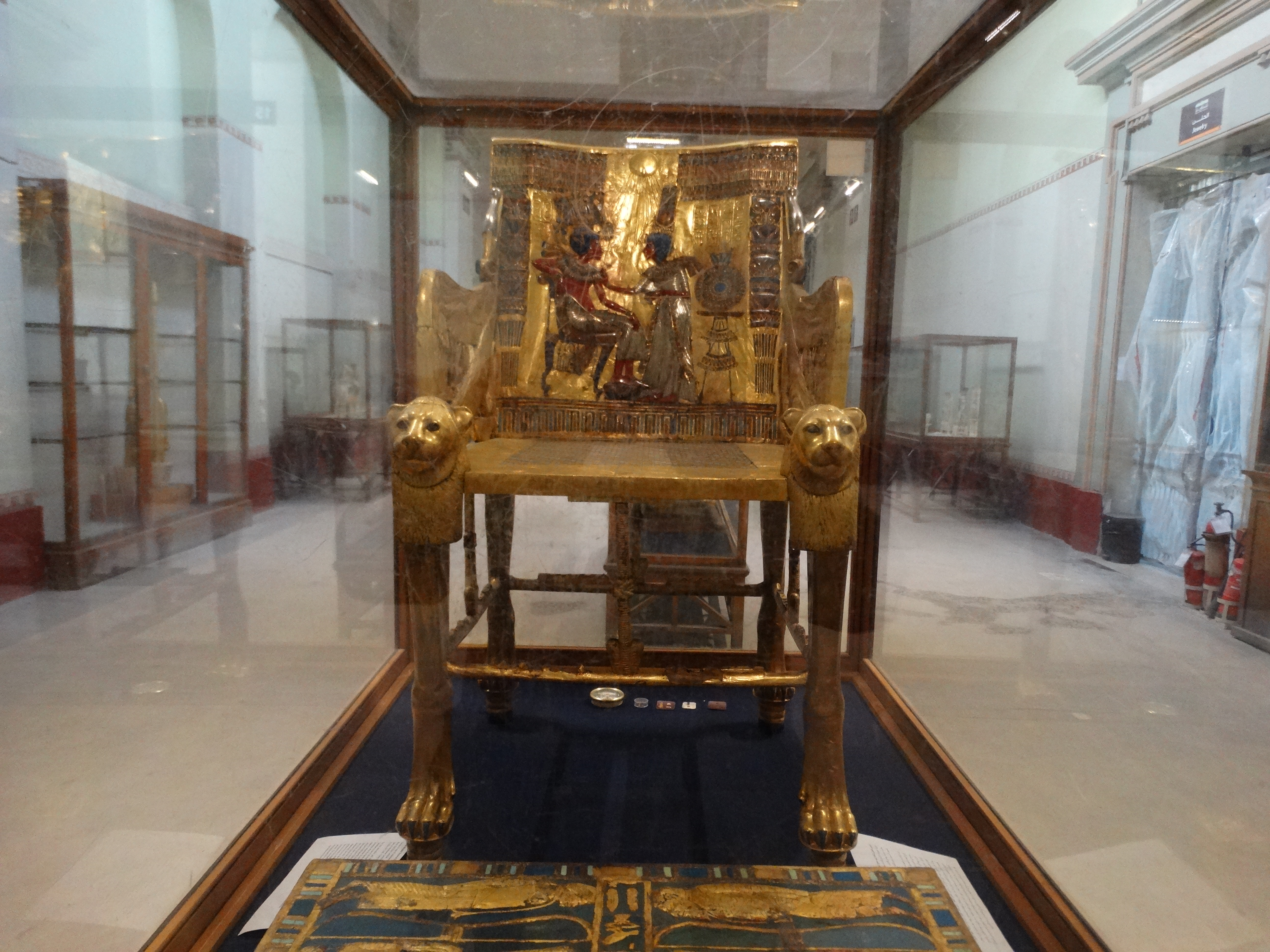
Thron von Tutanchamun

## Museumsbibliothek
Die 1902 gegründete Museumsbibliothek ist auf die Kultur des Alten Ägypten spezialisiert und wird weltweit als eine der wichtigsten Bibliotheken hierzu angesehen. Unter den Themengebieten sind unter anderem Geschichte, Literatur, Mathematik oder Kunst vertreten. Die Bibliothek umfasst in etwa 42500 Bücher, aber auch Magazine und Periodika in verschiedenen Sprachen. Sie wird monatlich um ca. 20 bis 30 weitere Exemplare ergänzt.
Die Bibliothek des Ägyptischen Museums in Kairo steht unter Aufsicht des Highest Council of Monuments. Das Ausleihen ist Mitarbeitern dieser Institution und Forschern vorbehalten, wohingegen das Lesen in der Bibliothek für Forscher des Fachgebietes und Studenten, auch aus dem Ausland, möglich ist.

## Verkaufssaal
Der Antikendienst (Service d’Antiquités Egyptien) betrieb im Ägyptischen Museum in Kairo ab 1902 im Raum 56 im Erdgeschoss einen Verkaufssaal (Salle de ventes) in dem originale altägyptische Kunstwerke und andere originale Artefakte verkauft wurden. Darüber hinaus konnten Händler oder Sammler bis in die siebziger Jahre im Kairoer Museum Antiquitäten zur Inspektion am Donnerstag vorbeibringen, und wenn die Museumsbeamten keine Einwände hatten, konnten sie sie in bereit stehende Kisten verpacken, diese versiegeln und für die Ausfuhr freigeben lassen. Viele Objekte, die heute in privaten Sammlungen oder öffentlichen Museen aufbewahrt werden, stammen von hier. Nach jahrelangen Debatten über die Strategie für den Verkauf der Antiquitäten, wurde der Verkaufssaal im November 1979 endgültig geschlossen.

## Lager
Zahlreiche Artefakte befinden sich in dem für Besucher nicht zugänglichen Untergeschoss und dem 2. Obergeschoss. Die Fundstücke in den Kellerräumen des Museums lagerten dort jahrelang, ohne in den Bestandslisten erfasst oder dokumentiert worden zu sein. Auf einer Fläche von 10.500 m² wurden die Grabungsfunde aller archäologischen Grabungen eingelagert, die nach der Fundteilung Ägypten zugesprochen worden waren.
2004 wurde Wafaa El Saddik die erste Generaldirektorin des Ägyptischen Museums. Dank der Genehmigung von Sondermitteln durch das Supreme Council of Antiquities wurde unter ihrer Leitung (2004–2010) eine Inventur im Untergeschoss durchgeführt und im Anschluss daran mit den Arbeiten an einer modernen Datenbank für die Objekterfassung begonnen. Es wurden rund 2.000 verschlossene Holzkisten inventarisiert, die die Namen der einzelnen Grabungsmissionen, jedoch keine Inventarlisten über die Funde enthielten, darunter Kisten aus den Grabungsjahren 1914, 1922, 1923 oder 1939 in Deir el-Bahari, Memphis, Sakkara und Tanis. Weitere Funde im Kellergeschoss waren etwa 600 Särge und in Regalen gelagerte Mumien, Totenschädel aus nubischen Gräbern, verschiedene Keramiken, Stelen, Skulpturen und Reliefs. Stichproben ergaben eine Anzahl von ungefähr 40.000 aufbewahrten Einzelobjekten. Den Arbeiten in den Kellerräumen folgte eine Sonderausstellung im Museum: „Meisterstücke aus dem Keller“.
Die Untersuchungen und Aufräumarbeiten im 2. Obergeschoss ergaben eine der im Keller vergleichbare Fundsituation. Hier fanden sich beispielsweise vollständige Sarg-Ensembles, das heißt in einander passende Särge für eine verstorbene Person.
Das Inventar des Ägyptischen Museums ist in mehreren Inventar-Listen erfasst:
- Journal d'Entrée du Musée (JE)
- Catalogue Général (CG)
- Registre Temporaire (RT)
- Special Register (SR)

Nachdem ein Großteil der Funde im Keller auf verschiedene Lager verteilt worden war, beispielsweise auf das Imhotep-Museum in Sakkara, wurden die Kellerräume renoviert und teilweise in Büros für die Kuratoren des Museums umgestaltet. Im östlichen Teil des Untergeschosses wurde ein Labor für DNA-Untersuchungen an Mumien eingerichtet.

## Kindermuseum
Im Januar 2010 eröffnete im westlichen Teil des Kellergeschosses auf Initiative der damaligen Generaldirektorin Wafaa el-Saddik ein Kindermuseum, das speziell auf die Bedürfnisse junger Besucher ausgerichtet ist. Das Kindermuseum ermöglicht es, die bisherigen museumspädagogischen Angebote, die sich sowohl an Gruppen von nichtbehinderten Kindern und Jugendlichen wie auch an Behinderte (beispielsweise Blinde) richten, noch zu erweitern.

## Während und nach der Revolution 2011
Bei der Revolution in Ägypten 2011 kam es zu Plünderungen und Beschädigungen der Sammlung. Der ehemalige Minister für Altertumsgüter, Zahi Hawass, meldete am 12. Februar 2011, dass nach einer ersten Bestandsaufnahme acht Objekte vermisst wurden:
- zwei vergoldete Holzstatuetten aus dem Grabschatz des Tutanchamun
- eine Kalksteinstatuette des Echnaton, der eine Opfertafel hält
- eine Statuette der Nofretete beim Opfern
- ein Kopf einer Amarna-Prinzessin aus Sandstein
- eine Statuette eines Schreibers aus Amarna aus Stein
- elf Uschebtis von Juja aus Holz
- ein Herz-Skarabäus von Juja

Insgesamt wurden 54 Ausstellungsstücke gestohlen, von denen 25 bis 2013 wiedergefunden und restauriert wurden. Nach Restaurierung der im Museum beschädigten und der zurückerhaltenen Objekte waren insgesamt 29 in der Sonderausstellung Damaged and Restored („Beschädigt und restauriert“) zu sehen. Darunter zwei vergoldete Holzstatuen Tutanchamuns, eine Statue Echnatons, Uschebtis nubischer Könige sowie eine Kindermumie und eine Vase aus polychromem Glas.
Während der Revolution in Ägypten 2011 soll sich, laut der Aussage des damaligen Direktors, Tarek el-Awady, in dem Museum zudem eine Kommandozentrale des Geheimdienstes befunden haben und am 9. März von der Militärpolizei Folterkammern in den Kellern eingerichtet worden sein. Dies soll entgegen Internationalen Konventionen, die die Nutzung von Museen zu militärischen Zwecken verbieten, geschehen sein.
Die Besucherzahlen lagen einst bei etwa 2,5 Millionen Personen jährlich, sind jedoch seit der Revolution 2011 stark gesunken. Der Associated Press zufolge verringerten sich die Einnahmen des Museums im Zeitraum Oktober 2010 bis Oktober 2013 von 16 Millionen US-Dollar auf 1,1 Millionen US-Dollar.

## Nationalmuseum der ägyptischen Zivilisation
Mit dem fortlaufenden Anwachsen seiner archäologischen Sammlung konnte das Ägyptische Museum seine Exponate im Laufe der Zeit immer weniger angemessen präsentieren. Daher plante die Regierung zwei neue Museen, zunächst das Nationalmuseum der Ägyptische Zivilisation(NMEC) (internationale Name: National Museum of Egyptian Civilization, kurz NMEC) in Fustat und das Große Ägyptische Museum in Gizeh.
Die Mumiemsammlung war von diesem Umstand besonders betroffen. 1881 wurden zahlreiche in der Cachette von Deir el-Bahari und 1898 im Grab von Amenophis II. entdeckt und seither mehrfach umgelagert, bis sie schließlich im Ägyptischen Museum untergebracht wurden. Bis 2021 enthielten zwei Räume des ägyptischen Museums zahlreiche Mumien von Königen und Familienmitgliedern der königlichen Familien aus dem Neuen Reich von der 18. bis zur 20. Dynastie. Ein Raum mit 27 Königsmumien aus der Pharaonenzeit wurde 1981 auf Anordnung des damaligen Präsidenten Anwar Sadat geschlossen und wurde 1985 mit einer leicht verringerten Ausstellung von Königen und Königinnen des Neuen Reichs wieder eröffnet.

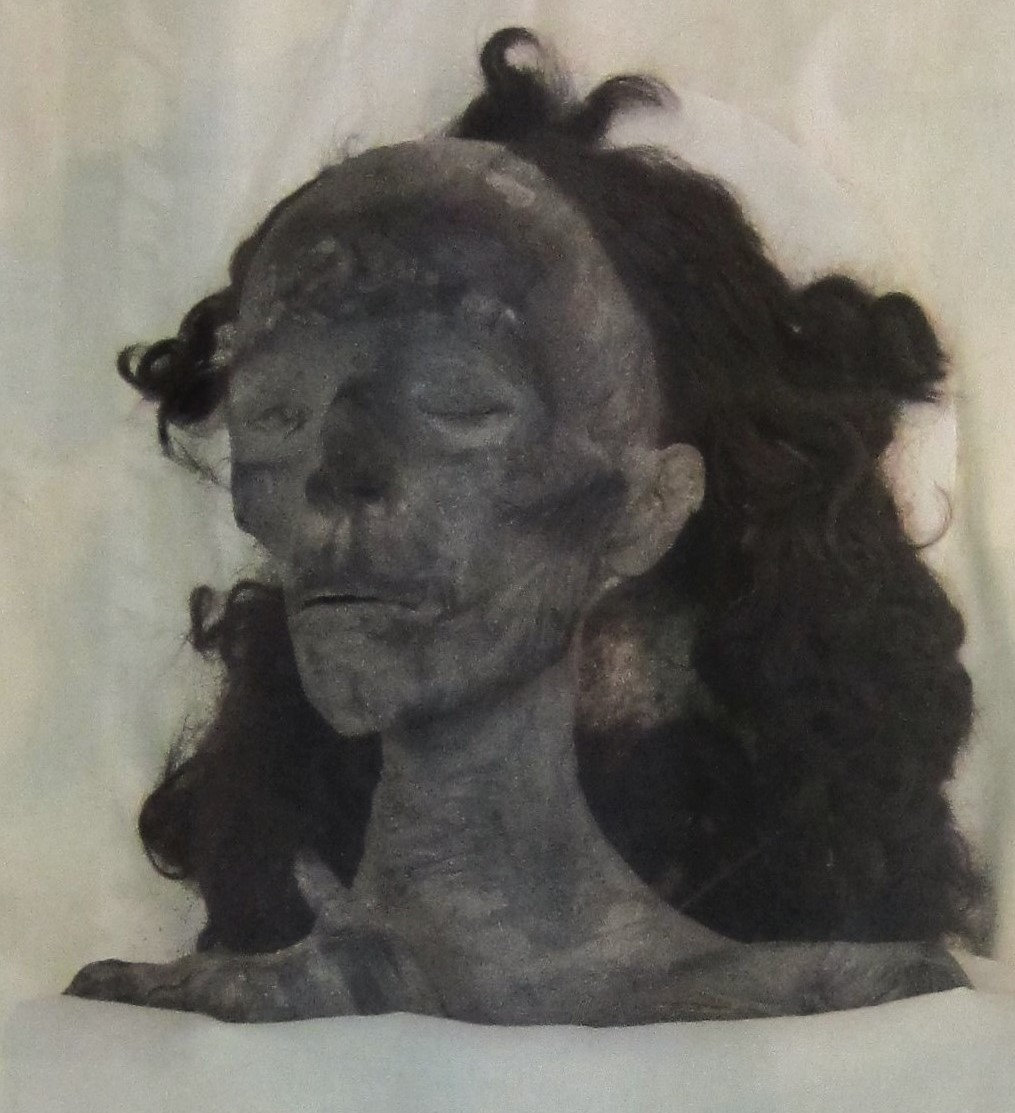
Mumie von Teje,
seit 2021 im NEMEC

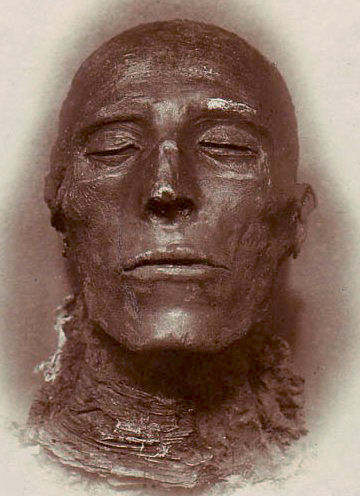
Mumie von Sethos I.,
seit 2021 im NEMEC

Am 3. April 2021 wurden 22 Mumien, darunter 18 Könige und vier Königinnen in das Nationalmuseum der ägyptischen Zivilisation überführt. Die Überführung wurde als die Goldene Parade der Pharaonen bekannt. Folgende Mumien wurde überführt:
- König Seqenenre
- Königin Ahmose Nefertari
- König Amenophis I.
- Königin Ahmose Meritamun II.
- König Thutmosis I.
- König Thutmosis II.
- Königin Hatschepsut
- König Thutmosis III.
- König Amenophis II.
- König Thutmosis IV.
- König Amenophis III.
- Königin Teje
- König Sethos I.
- König Ramses II.
- König Merenptah
- König Sethos II.
- König Siptah
- König Ramses III.
- König Ramses IV.
- König Ramses V.
- König Ramses VI.
- König Ramses IX.

## Großes Ägyptisches Museum
Im Jahr 2002 wurde in der Nähe der Pyramiden von Gizeh der Grundstein für einen neuen Museumsbau gelegt.
Ende 2024 soll das Große Ägyptische Museum (Grand Egyptian Museum GEM) in Gizeh nahe bei den Pyramiden von Gizeh eröffnet werden, das Teile der Sammlung des Ägyptischen Museum und weitere Artefakte aus ganz Ägypten aufnehmen soll. Im Anschluss daran, soll das rund 100-jährige Bauwerk des Ägyptischen Museums von Grund auf saniert werden.

## Dokumentationen
- Im Schatzhaus der Pharaonen. Das Ägyptische Museum in Kairo. TV-Dokumentation, Deutschland 2006, 43:27 Min., Buch und Regie: Rüdiger Heimlich, Thomas Weidenbach, Produktion: Längengrad Filmproduktion, WDR, arte, Inhaltsangabe mit Filmanfang von Längengrad.
- Akte M – Geheimsache Museum. Ägyptisches Museum, Kairo. (OT: Inside The Egyptian Museum.) TV-Dokumentarfilm, Kanada, 2010, 44 Min., Buch und Regie: David New, Produktion: Kensington Communications, History Channel Canada, Reihe: Akte M – Geheimsache Museum (OT: Museum secrets), Erstsendung: 27. Januar 2011 bei History Channel Canada, Inhaltsangabe von fernsehserien.de, Bilder und Vorschau.